# SpaceX CRS-13
SpaceX CRS-13 è stata una missione spaziale privata di rifornimento per la Stazione spaziale internazionale, programmata da SpaceX per la NASA, nell'ambito del prolungamento del programma Commercial Resupply Services, e decollata il 15 dicembre 2017. La missione è stata la seconda nella storia (la prima fu la SpaceX CRS-11) a utilizzare un modulo già precedentemente utilizzato da un'altra missione, ossia lo SpaceX Dragon C108, adoperato nella missione SpaceX CRS-6.
Il vettore utilizzato è stato un Falcon 9 Full Thrust, il quale ha portato in orbita il veicolo cargo Dragon. Il primo stadio del razzo vettore è stato fatto riatterrare con successo nella Landing Zone 1, nella base aerea di Cape Canaveral, mentre la capsula è tornata sulla Terra il 13 gennaio 2018 ammarando nell'oceano Pacifico, al largo della costa della Bassa California, dopo aver trasportato sulla ISS un carico di circa 2200 kg.
La CRS-13 è stata la prima missione facente parte del prolungamento del contratto Commercial Resupply Services, inerente al rifornimento della Stazione spaziale internazionale, che prevedeva inizialmente una serie di dodici missioni commissionate alla SpaceX dalla NASA e che con questo prolungamento era stato portato a comprendere diciassette missioni.

## Lancio e svolgimento della missione

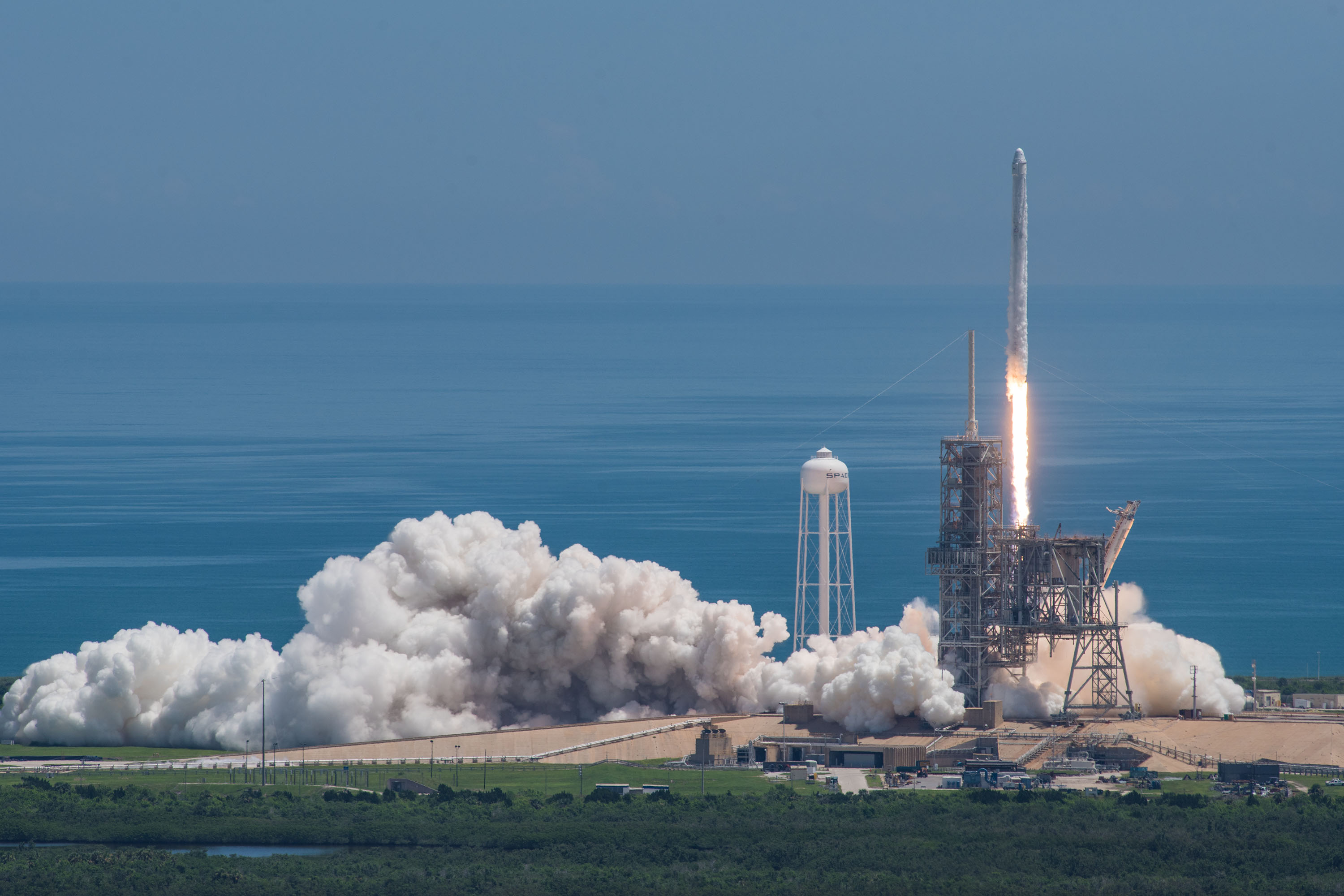
Il lancio della missione CRS-12.

Dopo essere stata originariamente programmata per il settembre del 2017 la missione è stata più volte rimandata, dapprima al 1º novembre, poi al 4, al 12 e al 13 dicembre 2017. Durante i preparativi per quest'ultima data, SpaceX spostò nuovamente il lancio, portandolo al 15 dicembre, poiché furono riscontrate tracce di particolato nel sistema di alimentazione di carburante del secondo stadio del vettore, il che richiese un completo svuotamento dei serbatoi del primo e del secondo stadio come misura precauzionale.
Finalmente, il 15 dicembre alle 15:36:09 UTC la missione decollò a bordo di un Falcon 9 Full Thrust dal Complesso di lancio 40 della base aerea di Cape Canaveral.
Il 17 dicembre il modulo Dragon C108 ha raggiunto la ISS ed ha iniziato a condurre una serie di manovre per regolare la propria velocità, altitudine e orientazione con quella della stazione spaziale. Dopo aver raggiunto il punto di cattura, alle 10:57 UTC il veicolo è stato preso dal Canadarm2 e infine, alle 13:26 UTC, è stato effettuato il berthing al modulo Harmony.
Il primo stadio del Falcon 9 Full Thrust, nel frattempo, era atterrato con successo nella Landing Zone 1.
Il modulo Dragon della missione è rimasto agganciato alla ISS per ventinove giorni. L'unberthing è avvenuto alle 10:47 UTC del 12 gennaio 2018 e il veicolo è stato liberato dal Canadarm2 alle 09:58 UTC. Dopo una serie di manovre atte ad allontanarlo dalla stazione spaziale, il Dragon ha effettuato un'accensione di 10 minuti in previsione del suo rientro in atmosfera. Subito dopo, il veicolo si è disfatto del contenitore adibito al carico e si è orientato in modo consono al rientro. Infine, alle 15:37 UTC il veicolo, pesante circa 4078 kg, è ammarato nell'oceano Pacifico.

## Carico
La missione CRS-13 ha portato in orbita un carico totale di 2205 kg di materiale. Questo includeva 1560 kg di materiale pressurizzato destinato all'interno della Stazione Spaziale Internazionale e 645 kg di carico non pressurizzato costituito da due esperimenti da collocare all'esterno della ISS: il Total and Spectral Solar Irradiance Sensor (TSIS) e lo Space Debris Sensor (SDS).
In particolare il carico era così composto:
- Esperimenti scientifici: 711 kg
- Rifornimenti per l'equipaggio: 490 kg
- Hardware per la stazione spaziale: 189 kg
- Equipaggiamenti per le attività extraveicolari: 165 kg
- Risorse informatiche: 5 kg
- Carico destinato all'esterno della ISS: 645 kg
  - Total and Spectral Solar Irradiance Sensor (TSIS)
  - Space Debris Sensor (SDS)